# Fejlődő ország
| ≥ 0,900 0,850–0,899 0,800–0,849 0,750–0,799 | 0,700–0,749 0,650–0,699 0,600–0,649 0,550–0,599 | 0,500–0,549 0,450–0,499 0,400–0,449 ≤ 0,399 nincs adat |

Az IMF és az ENSZ szerinti besorolások. (A térkép utoljára frissítve 2023-ban.)
fejlett országok
fejlődő országok
legkevésbé fejlett országok

2021-es HDI világtérkép.A sötétzöld a legmagasabban fejlett.

A fejlődő ország olyan ország, amelyben a lakosok többsége a fejlett országokhoz képest viszonylag alacsony gazdasági és társadalmi körülmények között él. Azt, hogy mely országot kell fejlődő országnak minősíteni vagy nem, az attól függ, hogy egy ország fejlettségét milyen mércével mérik. Nincs egyértelmű megállapodás arról, hogy mely országok tartoznak ebbe a kategóriába.
Az alacsony és közepes jövedelmű ország és az újonnan feltörekvő ország kifejezéseket gyakran felcserélhetően használják, de ezek csak az országok gazdaságára utalnak. A Világbank az egy főre jutó bruttó nemzeti jövedelem (GNI) alapján négy csoportba sorolja a világ gazdaságait: magas, felső-középső, alsó-közepső és alacsony jövedelmű országok.
A legkevésbé fejlett országok is a fejlődő országok alcsoportjai. A spektrum másik végén lévő országokat általában magas jövedelmű országoknak nevezik.
Magyarország gazdasági fejlettségét tekintve valahol a fejlődő és fejlett országok közötti határvonalon van a 2020-as évek elején. A Nemzetközi Valutaalap 2023-as adatbázisa a fejlődő gazdaságú országok kategóriájába sorolta, míg az ENSZ Gazdasági és Szociális Ügyek Minisztériumának Világgazdasági helyzetről és kilátásokról szóló jelentése 2024 elején "fejlett gazdaságnak" minősítette.

## Gazdasági jellemzők
Minél több valósul meg a következő jellemzők közül és minél nagyobb arányban, annál alacsonyabb szinten áll egy ország:
- alacsony egy főre jutó jövedelem
- igen egyenlőtlen jövedelem- és vagyoneloszlás (Gini-együtthatóval mérve)
- alacsony megtakarítási és befektetési aktivitás
- az elsődleges és az informális szektor jelentős szerepe
- passzív kereskedelmi mérleg
- egyoldalú export
- külkereskedelmi orientáció az iparosodott országok felé
- magas külföldi adósság
- tőkemenekülés
- erős regionális különbségek a centrum és a periféria között
- magas munkanélküliség
- nem megfelelő vagy alacsony szintű infrastruktúra